# Renato Micallef
Renato Micallef (* 19. November 1951, eigentlicher Name Nazzareno Alessandro Micallef) ist ein maltesischer Sänger. 

## Leben und Wirken
Seit er zwölf ist, feiert Micallef Erfolge in der maltesischen Musikszene. 1975 vertrat er Malta beim Eurovision Song Contest, Singing this Song erreichte Platz 12, fünf Jahre später gewann er das Cavan International Song Festival mit dem Lied Our Little World of Yesterday. Nachdem Malta von 1976 bis 1990 nicht am Eurovision Song Contest teilgenommen hatte, gab es 1991 wieder einen Vorentscheid für eine ESC-Teilnahme, bei dem er im Duo mit Marisa den dritten Platz belegte.
Außerdem führte er Tourneen durch Nordamerika, Australien und das Vereinigte Königreich.